# Primera Regional de Navarra 1964-65
La temporada 1964-65 de Primera Regional de Navarra es cuarto nivel de las Ligas de fútbol de España para los clubes de Navarra y La Rioja, por debajo de la Tercera División de España

## Sistema de competición
Los 14 equipos en un único grupo, que se enfrentan a doble vuelta, una vez en casa y otra en el campo del equipo rival, todos contra todos.
Los cuatro primeros clasificados jugaron una fase de ascenso, en modo liguilla a doble vuelta. El primer clasificado de esta liguilla ascendió a Tercera División, mientras que el segundo disputó una promoción de ascenso contra uno de los equipos clasificados en los puestos 13.º y 14.º del grupo IV de Tercera División.
Los dos últimos clasificados descendieron directamente a Segunda Regional.

## Clasificación[1]
| Pos. | Equipo                      | Pts. | PJ | G  | E | P  | GF | GC | Dif. |                                              |
| ---- | --------------------------- | ---- | -- | -- | - | -- | -- | -- | ---- | -------------------------------------------- |
| 1    | C. Haro Deportivo (C, A)    | 34   | 24 | 15 | 4 | 5  | 65 | 30 | +35  | Fase de ascenso a Tercera                    |
| 2    | C. D. Iruña                 | 33   | 24 | 15 | 3 | 6  | 43 | 28 | +15  | Fase de ascenso a Tercera                    |
| 3    | C. D. Tudelano              | 31   | 24 | 13 | 5 | 6  | 50 | 33 | +17  | Fase de ascenso a Tercera                    |
| 4    | C. D. La Calzada            | 31   | 24 | 12 | 7 | 5  | 50 | 37 | +13  | Fase de ascenso a Tercera                    |
| 5    | C. D. Izarra                | 31   | 24 | 14 | 3 | 7  | 62 | 27 | +35  |                                              |
| 6    | C. D. Berceo                | 25   | 24 | 9  | 7 | 8  | 36 | 33 | +3   |                                              |
| 7    | C. Peña Sport               | 24   | 24 | 8  | 8 | 8  | 36 | 33 | +3   |                                              |
| 8    | C. D. Recreación de Logroño | 20   | 24 | 8  | 4 | 12 | 34 | 35 | −1   |                                              |
| 9    | C. D. Oberena Junior        | 19   | 24 | 8  | 3 | 13 | 42 | 45 | −3   |                                              |
| 10   | Peña Balsamaiso C. F.       | 19   | 24 | 6  | 7 | 11 | 31 | 39 | −8   |                                              |
| 11   | C. D. Corellano             | 18   | 24 | 7  | 4 | 13 | 27 | 51 | −24  |                                              |
| 12   | C. F. Erriberri             | 15   | 24 | 6  | 3 | 15 | 34 | 65 | −31  |                                              |
| 13   | C. Atlético River Ebro (D)  | 12   | 24 | 5  | 2 | 17 | 29 | 83 | −54  | Descenso a Segunda Regional                  |
| 14   | C. D. Sangüesa (D)          | 0    | 0  | 0  | 0 | 0  | 0  | 0  | 0    | El club no compite en la siguiente temporada |

 Fuente: Fútbol Regional
Notas:
1. ↑  El C. D.  Sangüesa no finalizó la temporada.

## Fase de ascenso
| Pos. | Equipo                | Pts. | PJ | G | E | P | GF | GC | Dif. |                                |
| ---- | --------------------- | ---- | -- | - | - | - | -- | -- | ---- | ------------------------------ |
| 1    | C. Haro Deportivo (A) | 9    | 6  | 4 | 1 | 1 | 14 | 8  | +6   | Ascenso a Tercera              |
| 2    | C. D. Tudelano        | 8    | 6  | 3 | 2 | 1 | 13 | 8  | +5   | Promoción de ascenso a Tercera |
| 3    | C. D. Iruña           | 7    | 6  | 3 | 1 | 2 | 12 | 8  | +4   |                                |
| 4    | C. D. La Calzada      | 0    | 6  | 0 | 0 | 6 | 1  | 16 | −15  |                                |

 Fuente: Fútbol Regional

### Asciende a Tercera División
| C. Haro Deportivo |

## Promoción de ascenso
|  | Semifinales                                                                           | Semifinales                                                                           | Semifinales                                                                           | Semifinales                                                                           | Semifinales                                                                           |   |                 | Final                                                                                 | Final                                                                                 | Final                                                                                 | Final                                                                                 | Final                                                                                 |  |
|  | 6 de junio de 1965 (ida) 13 de junio de 1965 (vuelta) 16 de junio de 1965 (desempate) | 6 de junio de 1965 (ida) 13 de junio de 1965 (vuelta) 16 de junio de 1965 (desempate) | 6 de junio de 1965 (ida) 13 de junio de 1965 (vuelta) 16 de junio de 1965 (desempate) | 6 de junio de 1965 (ida) 13 de junio de 1965 (vuelta) 16 de junio de 1965 (desempate) | 6 de junio de 1965 (ida) 13 de junio de 1965 (vuelta) 16 de junio de 1965 (desempate) |   |                 | 20 de junio de 1965 (ida) 27 de junio de 1965 (vuelta) 4 de julio de 1965 (desempate) | 20 de junio de 1965 (ida) 27 de junio de 1965 (vuelta) 4 de julio de 1965 (desempate) | 20 de junio de 1965 (ida) 27 de junio de 1965 (vuelta) 4 de julio de 1965 (desempate) | 20 de junio de 1965 (ida) 27 de junio de 1965 (vuelta) 4 de julio de 1965 (desempate) | 20 de junio de 1965 (ida) 27 de junio de 1965 (vuelta) 4 de julio de 1965 (desempate) |  |
|  |                                                                                       |                                                                                       |                                                                                       |                                                                                       |                                                                                       |   |                 |                                                                                       |                                                                                       |                                                                                       |                                                                                       |                                                                                       |  |
|  |                                                                                       |                                                                                       |                                                                                       |                                                                                       |                                                                                       |   |                 |                                                                                       |                                                                                       |                                                                                       |                                                                                       |                                                                                       |  |
|  | C. D. Tudelano                                                                        | C. D. Tudelano                                                                        | 3                                                                                     | 0                                                                                     | 1                                                                                     |   |                 |                                                                                       |                                                                                       |                                                                                       |                                                                                       |                                                                                       |  |
|  | C. D. Tudelano                                                                        | C. D. Tudelano                                                                        | 3                                                                                     | 0                                                                                     | 1                                                                                     |   |                 |                                                                                       |                                                                                       |                                                                                       |                                                                                       |                                                                                       |  |
|  | J. D. Mondragón                                                                       | J. D. Mondragón                                                                       | 1                                                                                     | 2                                                                                     | 6                                                                                     |   |                 |                                                                                       |                                                                                       |                                                                                       |                                                                                       |                                                                                       |  |
|  | J. D. Mondragón                                                                       | J. D. Mondragón                                                                       | 1                                                                                     | 2                                                                                     | 6                                                                                     |   | J. D. Mondragón | J. D. Mondragón                                                                       | 2                                                                                     | 1                                                                                     | 3                                                                                     |                                                                                       |  |
|  |                                                                                       |                                                                                       |                                                                                       |                                                                                       |                                                                                       |   | J. D. Mondragón | J. D. Mondragón                                                                       | 2                                                                                     | 1                                                                                     | 3                                                                                     |                                                                                       |  |
|  |                                                                                       |                                                                                       | C. D. Aurrerá de Ondarroa                                                             | C. D. Aurrerá de Ondarroa                                                             | 0                                                                                     | 3 | 2               |                                                                                       |                                                                                       |                                                                                       |                                                                                       |                                                                                       |  |
|  | C. D. Vergara                                                                         | C. D. Vergara                                                                         | C. D. Aurrerá de Ondarroa                                                             | C. D. Aurrerá de Ondarroa                                                             | 0                                                                                     | 3 | 2               | 1                                                                                     | 1                                                                                     |                                                                                       |                                                                                       |                                                                                       |  |
|  | C. D. Vergara                                                                         | C. D. Vergara                                                                         |                                                                                       |                                                                                       |                                                                                       |   |                 | 1                                                                                     | 1                                                                                     |                                                                                       |                                                                                       |                                                                                       |  |
|  | C. D. Aurrerá de Ondarroa                                                             | C. D. Aurrerá de Ondarroa                                                             | 0                                                                                     | 3                                                                                     |                                                                                       |   |                 |                                                                                       |                                                                                       |                                                                                       |                                                                                       |                                                                                       |  |
|  | C. D. Aurrerá de Ondarroa                                                             | C. D. Aurrerá de Ondarroa                                                             | 0                                                                                     | 3                                                                                     |                                                                                       |   |                 |                                                                                       |                                                                                       |                                                                                       |                                                                                       |                                                                                       |  |
|  |                                                                                       |                                                                                       |                                                                                       |                                                                                       |                                                                                       |   |                 |                                                                                       |                                                                                       |                                                                                       |                                                                                       |                                                                                       |  |

### Equipo vencedor con plaza en Tercera División
| J. D. Mondragón |